# Heliconia juruana
Heliconia juruana là một loài thực vật có hoa trong họ Heliconiaceae. Loài này được Loes. mô tả khoa học đầu tiên năm 1916.